# Vörtbröd

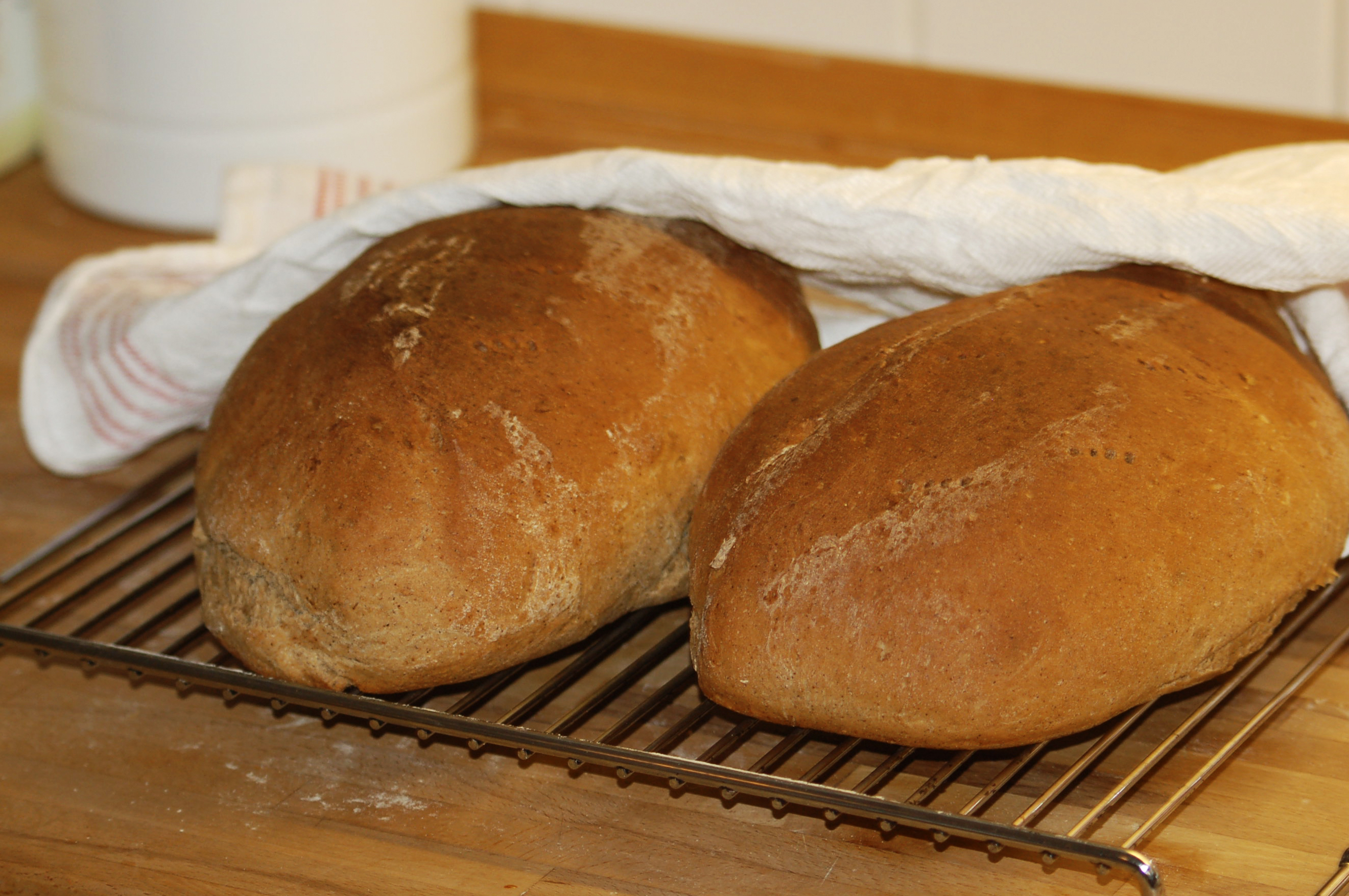
Es un pan recién horneado en casa con ingredientes orgánicos naturales.

El vörtbröd es un pan hecho de harinas de centeno y trigo, y mosto de cerveza (wort).
En Suecia, es tradicional comerlo en Navidad como parte de la mesa tradicional de esa parte del año (julbord). Suele estar condimentado con clavo de olor, canela, jengibre, cardamomo y pasas.
- Datos: Q6748208